# Monte Martica
Il Monte Màrtica è una montagna delle Alpi alta 1.032 metri s.l.m.. Fa parte del gruppo delle Prealpi varesine, nel territorio dei comuni di Brinzio, Induno Olona, Valganna e Varese, in provincia di Varese.
Il monte dà il nome all'omonimo sito di interesse comunitario.

## Descrizione

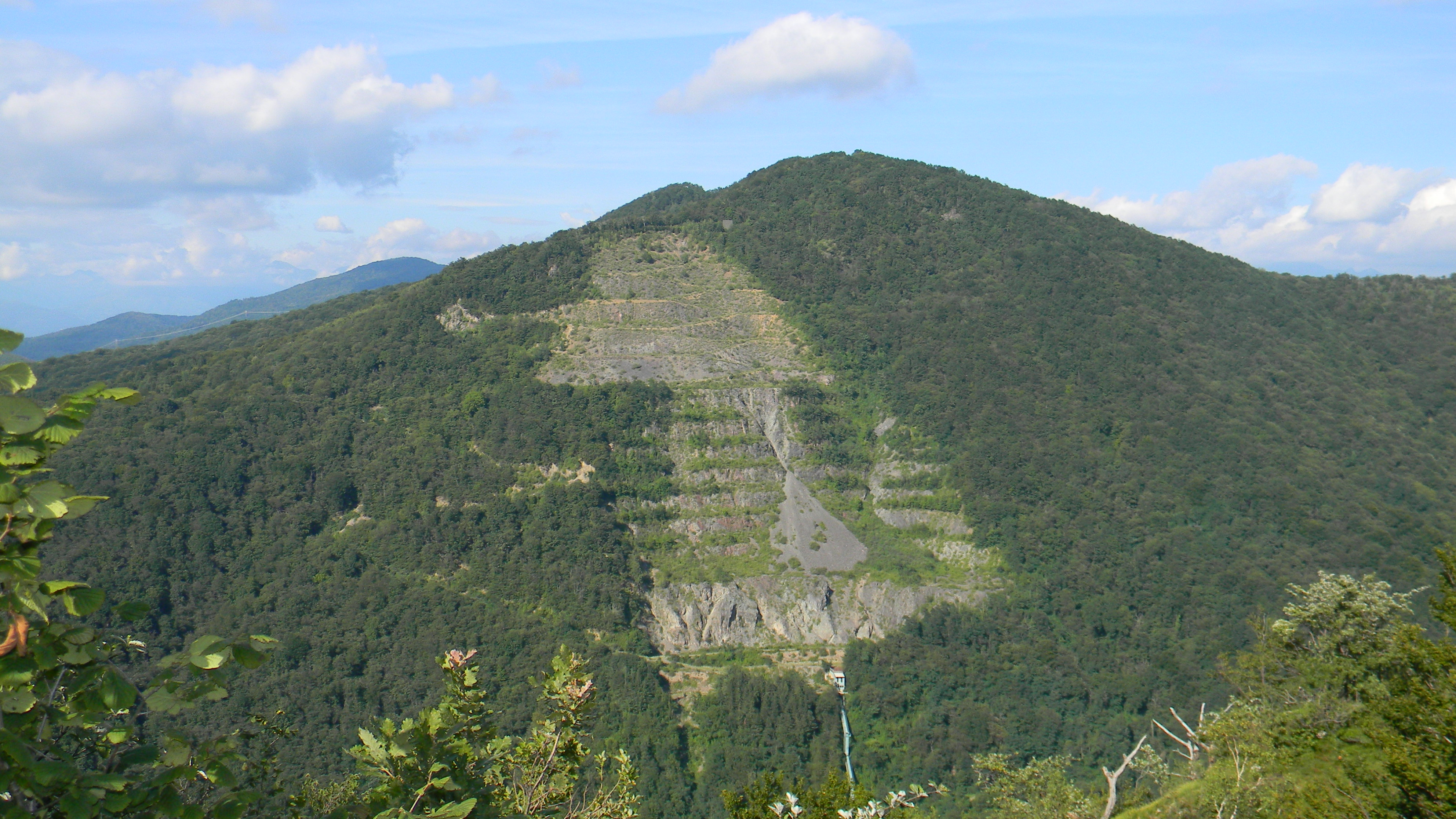
Vista sul blocco centrale del massiccio: è ben riconoscibile l'ex cava porfido della Motta Rossa

Il complesso montuoso del Monte Martica appare, dall'alto, come un grosso irregolare "apostrofo" che, sulla destra verso oriente, segue la prima parte della Valganna partendo da Bregazzana: sull'altro versante fronteggia il Monte Monarco, il Monte Minisfreddo e il Poncione di Ganna, cima di poco inferiore ai 1000 m s.l.m. e che si distingue per pareti rocciose verticali proprio sopra il paese di Ganna e di fronte alla cima della Martica. Sul lato inclinato grosso modo sull'asse Nord-Ovest/Sud-Est la montagna si affaccia sulla breve Valle del Pralugano dal laghetto di Ganna al paese di Bedero Valcuvia.
Più o meno a quota 650 m s.l.m. su questo lato si distinguono bene, se osservati dalla parte alta di Bedero Valcuvia e del Monte Mondonico, i Valicci o Tre Valicci, un'unica bella radura con tre vecchie costruzioni. L'accesso orientale a questi prati è lungo il sentiero che porta al comune di Brinzio, situato a Sud-Ovest del monte lungo la Val di Rasa. Il sentiero più agevole, e più lungo, per raggiungere la cima del monte è quello che parte nei pressi di Bregazzana, è largo e con poca pendenza. Un altro sentiero, più stretto e nel folto del bosco e con varia pendenza, parte da Bedero Valcuvia, un altro è quello citato da Brinzio che raggiunge il precedente, un altro ancora, più ripido, parte dal fondo della Val Ganna, poco prima del paese di Ganna provenendo da Varese e, seguendo un crinale da sud-est a nord-ovest, raggiunge il sentiero da Bregazzana poco prima della vetta.
La cima è piana e circondata dal bosco, consta di due quote (1028 metri s.l.m. e 1032 metri s.l.m.) una posta a occidente, l'altra ad oriente, su entrambe le quali si trovano i resti di altrettanti appostamenti d'artiglieria scoperti (o "in barbetta") realizzati nell'ambito della Frontiera Nord, il sistema difensivo impropriamente noto come Linea Cadorna. Un terzo rilievo, posto tra le due quote su un esiguo sperone roccioso con suggestiva vista sulla Valganna, ospita una piccola croce. Sotto di esso, sul versante sud del massiccio, si trova la cosiddetta cava della Motta Rossa, vasto sito di estrazione del porfido dismesso dal 1993.